# Au am Rhein
Au am Rhein är en kommun och ort i Landkreis Rastatt i regionen Mittlerer Oberrhein i Regierungsbezirk Karlsruhe i förbundslandet Baden-Württemberg i Tyskland.
Kommunen ingår i kommunalförbundet Durmersheim tillsammans med kommunerna  Bietigheim, Durmersheim och Elchesheim-Illingen.